# 渋谷健一
渋谷 健一（しぶや けんいち、1905年2月6日 - 1997年1月10日）は、日本の経営者。十條製紙社長、会長を務めた。三重県出身。

## 経歴
1925年に中央大学専門部経済学科を卒業し、同年に富士製紙に入社。
王子製紙を経て、1949年に十條製紙に転じ、1952年11月に取締役に就任し、1958年11月に常務、1964年5月に専務を経て、1968年3月に副社長に就任し、1969年5月には社長に昇格。1976年6月に会長に就任し、1982年6月に取締役相談役を経て、1984年6月に相談役に就任。
1971年11月に藍綬褒章を受章し、1980年4月に勲二等旭日重光章を受章。
1997年1月10日肺炎のために死去。91歳没。